# Тессье-Лавинь, Марк
Марк Тессье-Лавинь (Marc Trevor Tessier-Lavigne; род. 18 декабря 1959, Трентон, Канада) — канадско-американский учёный в области нейронаук, специалист по развитию мозга, биотехнолог и педагог высшей школы. С 2016 года президент Стэнфордского университета, а в 2011—2016 годах — Рокфеллеровского университета. Член Национальных Академии наук (2005) и Медицинской академии (2011) США, Лондонского королевского общества (2001) и Королевского общества Канады, а также Американского философского общества (2017) и АМН Великобритании.

## Биография
Окончил Университет Макгилл (бакалавр физики, 1980) и как стипендиат Родса — Оксфордский университет (бакалавр философии и физиологии, 1982).
Степень доктора философии по нейрофизиологии получил в 1987 году в Университетском колледже Лондона. Являлся постдоком в последнем в том же году и в 1987—1991 годах — в Колумбийском университете.
С 1991 по 2001 год в Калифорнийском университете в Сан-Франциско: ассистент-профессор, с 1995 года ассоциированный профессор на постоянном контракте, с 1997 года полный профессор.
С 1994 по 2003 год в Медицинском институте Говарда Хьюза: ассистент-исследователь и с 1997 года исследователь.
В 2001—2005 годах профессор Стэнфордского университета, именной профессор (Susan B. Ford Professor).
С 2003 по 2011 год работал в ведущей биотехнологической корпорации Genentech, с 2009 года в качестве CSO.
В 2011—2016 годах президент Рокфеллеровского университета, именной профессор (Carson Family Professor) и заведующий лабораторией развития и восстановления мозга.
Соучредитель Renovis Pharmaceuticals.
Член советов Agios Pharmaceuticals, Regeneron Pharmaceuticals, Pfizer.
Член Американской академии искусств и наук (2013) и фелло Американской ассоциации содействия развитию науки.
Журнал «Time» называл его «Лидером 21 века».
Женат на также учёном в области нейронаук Mary Hynes, имеют троих детей.

## Награды
- Ameritec Prize (1995)
- Neuronal Plasticity Prize[нем.], Fondation Ipsen (1996)
- Viktor Hamburger Award, International Society for Developmental Neuroscience (1997)
- Wakeman Award (1998)
- Robert Dow Neuroscience Award, Neurological Sciences Institute (2003)[8]
- Reeve-Irvine Research Medal (2007)
- Gill Distinguished Award in Neuroscience (2010)
- W. Alden Spencer Award[англ.] (2010, совместно с С. Л. Зипурски)
- Memorial Sloan Kettering Medal (2011)
- Henry G. Friesen International Prize (2012)[3]
- Burke Award, Burke Rehabilitation Hospital[англ.] (2014)
- NY/NJ CEO Lifetime Achievement Award (2014)[9]
- Премия Грубера по нейронаукам (2020)